# Antecedent
En antecedent är den aktiva delen av en logisk implikation.
I implikationen "A leder till B" är A antecendent och B konsekvent.
Antecedenten kallas ibland också "försats", och konsekventen "eftersats".
Exempel: I "Om Kalle har körkort så kan han köra bil" är "Om Kalle har körkort" antecedenten och "Kalle kan köra bil" konsekventen.